# Thăm dò từ
Thăm dò từ (Magnetic Method) là một phương pháp của Địa vật lý, thực hiện đo từ trường Trái Đất để phân định ra phần dị thường từ, từ đó xác định phân bố mức độ chứa các vật liệu từ tính của các tầng đất đá, hoặc định vị các khối từ tính, giải đoán ra cấu trúc địa chất và thành phần, tính chất, trạng thái của đất đá.
Trong Vật lý Địa cầu phương pháp được sử dụng cho nghiên cứu mô hình Trái Đất, từ tính, kiến tạo và mảng kiến tạo,...
Trong Địa vật lý Thăm dò phương pháp được sử dụng cho lập bản đồ địa chất, tìm khoáng sản đặc biệt là quặng sắt, tìm kiếm dầu khí, tìm nước ngầm, khảo sát địa chất công trình, địa chất môi trường và tai biến tự nhiên, khảo cổ học, tìm vật chìm ở biển, tìm vật chưa nổ (UXO)... trên đất liền và trên biển.

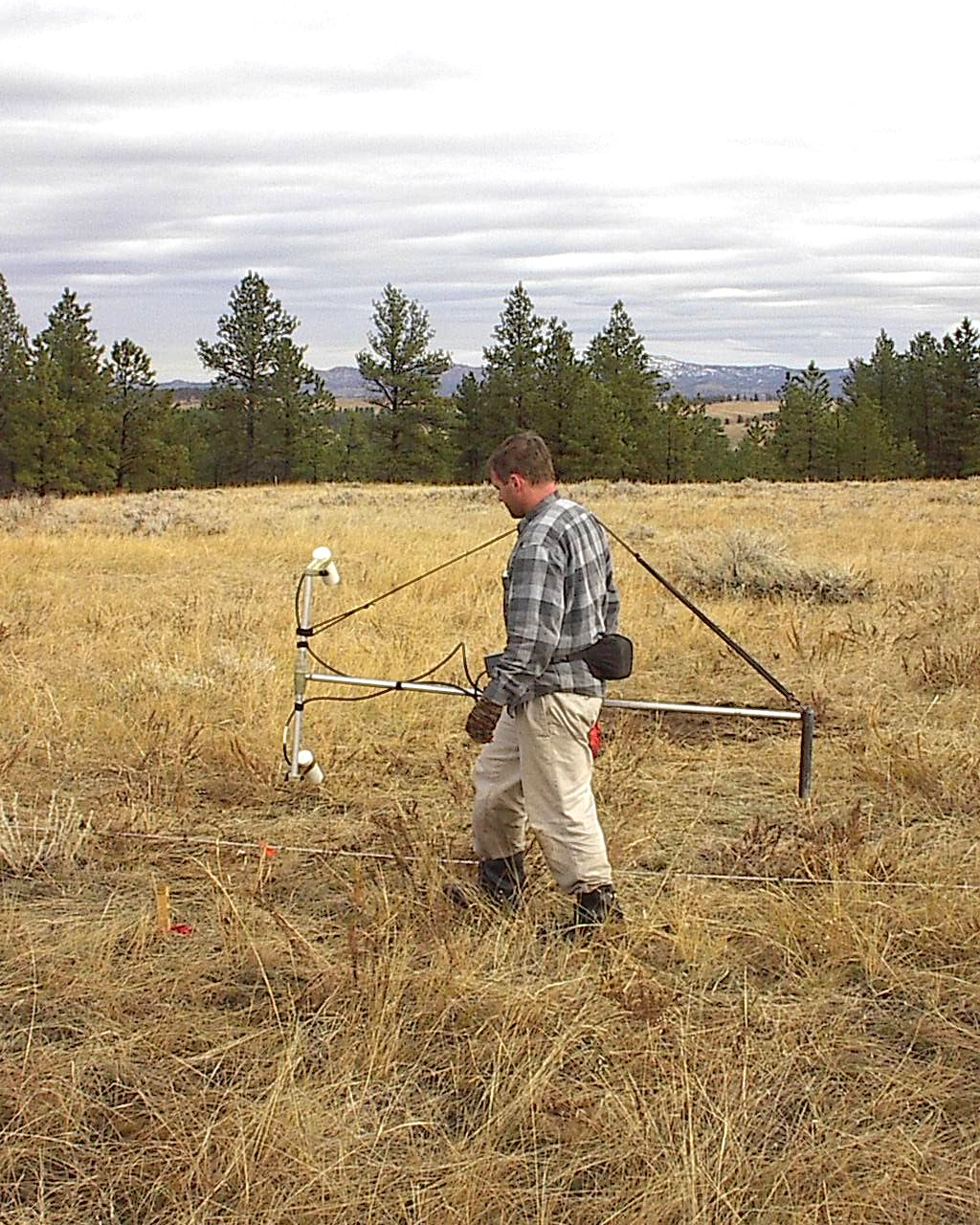
Đo từ đường bộ kiểu gradient thẳng đứng bằng máy đo từ Geometrics Cesium G-858 hai đầu thu tại một vị trí khảo cổ tại Montana, USA.

Tại Việt Nam, phương pháp Thăm dò từ được quy chuẩn trong TCVN từ 9427: 2012 đến 9435: 2012.

## Cơ sở phương pháp

Mô hình từ trường bình thường của Trái Đất: Trục lưỡng cực từ của Trái Đất (màu hồng) nghiêng so với trục quay (màu lam)

Từ thượng cổ, con người đã biết đến từ trường Trái Đất và phát minh ra La bàn để định phương hướng. Ngày nay từ trường Trái Đất chính được xác định là có nguồn gốc từ sự chuyển động chất lỏng của lõi ngoài Trái Đất theo thuyết geodynamo. Nó được khái quát là một lưỡng cực từ (Dipol). Trường này gọi là trường bình thường, và trên mặt Trái Đất có giá trị thay đổi từ khoảng 25 đến 80 μT (Tesla, đơn vị tính trong hệ SI).
Sự có mặt của vật chất có từ tính trong đất đá, đặc biệt là quặng sắt (magnetite), hoặc các khối sắt thép nhân tạo, gây ra thay đổi của trường ở địa phương. Nếu đo đạc và trừ đi phần trường bình thường, thì phần còn lại gọi là dị thường từ, và hoàn toàn đặc trưng cho khối vật liệu đó.
Các dị thường từ rộng lớn liên quan đến đối tượng nằm sâu hay trải rộng, gọi là dị thường khu vực (Regional). Các dị thường chiếm diện tích nhỏ hơn là dị thường địa phương (Local). Dị thường nhỏ hơn nữa - dị thường cục bộ, có nguồn gốc hẹp và nằm nông. Dị thường lớn nhất thế giới là dị thường Kursk ở nước Nga (Kursk Magnetic Anomaly).
Các vật chất từ tính trong đất đá là những hạt khoáng vật, được xem như vi lưỡng cực từ hoặc vi nam châm. Từ trường của chúng là kết quả quá trình từ hóa trong quá khứ, và gọi là từ hóa dư. Có nhiều dạng từ hóa dư, nhưng trong thạch quyển thì là ba quá trình chính (được một số người nhóm thành Từ hóa dư tự nhiên):
- Trong đá magma thì các khoáng vật oxit sắt-titan sinh ra trong quá trình đá nguội đi và kết tinh hoàn toàn ở trên 900 °C. Các khoàng vật này bảo tồn được hướng của từ trường Trái Đất khi đá nguội qua nhiệt độ Curie của chúng. Nhiệt độ Curie của magnetit khoảng 580 °C. Quá trình này của các khoáng vật được gọi là Từ hóa dư nhiệt (Thermoremanent magnetization, TRM).
- Trong trầm tích hay magma (đã nguội) thời cổ, xảy ra các phản ứng hóa học tạo ra khoáng vật từ tính mới, ghi lại hướng của từ trường Trái Đất tại thời điểm hình thành của chúng. Phổ biến nhất là sự hình thành hematit, một loại oxit sắt, có thể tập trung và tạo ra mỏ sắt, hoặc phân tán như trong Đất đỏ (Redbed). Quá trình này gọi là Từ hóa dư hóa học (Chemical remanent magnetization, CRM).
- Do quá trình phong hóa các hạt từ tính như ilmenit được giải phóng khỏi đá gốc. Chúng trôi đi rồi có thể lắng đọng cùng cát sét,... trong bồi tích. Trục từ của hạt được chốt lại theo hướng từ trường Trái Đất trong hoặc sau khi lắng đọng, và quá trình này được gọi là Từ hóa dư mảnh vụn (Detrital remanent magnetization, DRM).

Nghiên cứu đặc trưng từ hóa đất đá cho phép xác định ra từ trường Trái Đất ở thời kỳ tạo đá, và là đối tượng nghiên cứu của môn Cổ địa từ (Paleomagnetism). Nó cho thấy từ trường Trái Đất luôn thay đổi, đặc biệt là sự đảo cực địa từ đã xảy ra nhiều lần.
Trong khối đất đá trường tổng cộng của các phần tử là tổng vector, và cho ra một lưỡng cực từ tổng có phương và cường độ từ hóa xác định. Tổng trong một đơn vị thể tích gọi là độ từ hóa dư. Thông thường phương, cường độ và mật độ phần tử từ tính có thể thay đổi trong các phần của một cấu trúc địa chất. Điều đó làm cho biểu hiện của một dị thường từ là phức tạp. Chỉ một số trường hợp may mắn, một khối mỏ quặng có được các giá trị nói trên đồng nhất, cho phép tính ra trường dị thường lý thuyết của nó để nhận diện dị thường quan sát được.
Các hoạt động kiến tạo - đứt gãy gây xáo trộn đất đá và các hạt từ tính nếu có. Vì thế sự xáo trộn từ trường là dấu hiệu để xác định đứt gãy.

Đẳng trị từ khuynh từ năm 1590 đến 1990

## Các biến thiên và nhiễu của từ trường Trái Đất
Do tác động của nhiều hiện tượng trong vũ trụ và trong lòng Trái Đất mà từ trường Trái Đất luôn luôn biến đổi, gồm có:
- Biến thiên thế kỷ, là sự thay đổi cực chậm do thay đổi ở lõi ngoài Trái Đất gây ra.
- Biến thiên ngắn hạn, còn gọi là biến đổi trong ngày, có dạng gần tuần hoàn theo giờ, và độ lớn có thể đến 30 nT, do tác động của mặt trời lên tầng điện ly gây ra.
- Nhiễu ngẫu nhiên, đặc biệt là khi có Bão từ, độ lớn từ chục nT đến 1000 nT.

Quan trắc biến thiên là chủ đề của các đài Quan trắc từ trường Trái Đất thuộc các viện Vật lý Địa cầu của các nước trên thế giới, phục vụ nghiên cứu các biến động trong lòng hay xung quanh Trái Đất.
Trong thăm dò thì để thu được giá trị chân thực của dị thường từ, phải có biện pháp xác định và loại bỏ các biến thiên này ra khỏi giá trị đo.

## Máy đo từ
Máy đo từ dùng trong thăm dò là một nhóm của Từ kế được thiết kế phù hợp với điều kiện đo đạc di động để đo từ trường Trái Đất.

### Máy đo từ Cơ quang
Máy đo từ Cơ quang còn gọi là máy cân từ, là kiểu máy ra đời đầu tiên, được sử dụng đến cỡ năm 1980. Nó gồm một nam châm nhạy gắn gương và treo bằng dây thạch anh hay dây kim loại có hệ số nhiệt cực thấp, lên hai trụ đỡ. Máy đo thành phần thẳng đứng Z thì dây nằm ngang, còn đo thành phần nằm ngang H thì dây thẳng đứng. Khi đo phải cân bằng bọt thủy để trục dây nằm đúng hướng. Một hệ thống nam châm bù có khắc độ, được xoay đến khi nam châm nhạy ở vị trí cân bằng, và đọc số biểu kiến ở vành khắc độ này. Độ nhạy các máy vào cỡ 5 - 10 nT. Đây là các máy đo trị tương đối, nên để có giá trị trường phải thực hiện kiểm chuẩn:
- Định kỳ chuẩn bằng Vòng chuẩn Helmholtz để xác định giá trị của vành khắc độ,
- Có Điểm Tựa (Control point), là điểm có giá trị trường biết trước, để đo chuẩn mốc trường.

### Máy đo từ fluxgate
Máy đo từ fluxgate còn gọi là Máy đo từ Ferro hay Máy đo từ kiểu sắt từ, là máy đo từ hoạt động dựa trên sự phụ thuộc phi tuyến của độ từ cảm μ theo từ trường H của các vật liệu sắt từ (vật liệu ferro). Máy có đầu thu là một thanh kim loại sắt từ, thường dùng permalloy, có kích thước phù hợp, và hai cuộn dây quấn quanh, một để từ hóa và một để thu tín hiệu cảm ứng. Trục của hệ thống cuộn dây - thanh sắt từ gọi là trục vật lý. Máy đo thành phần của vector từ trường dọc theo trục vật lý của đầu thu, nên được chế ra các biến thể đo thành phần Z, H, hoặc trường toàn phần T. Máy có độ nhạy vài nT.
Vì các hệ số chuyển đổi bị trôi nên định kỳ phải kiểm chuẩn bằng Vòng chuẩn Helmholtz.

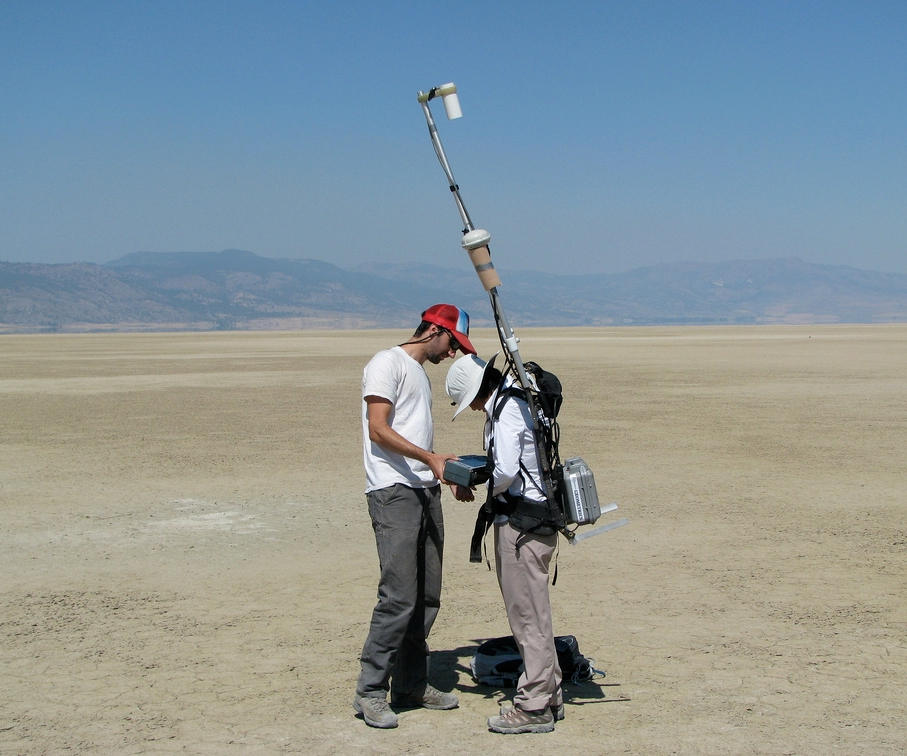
Đo từ gradient bằng máy từ proton hai đầu thu tại Surprise Valley, California

### Máy đo từ proton
Máy đo từ proton (Proton Magnetometer) còn gọi là Máy đo từ Tuế sai Proton (proton precession magnetometer) hay Máy đo từ Cộng hưởng từ Hạt nhân, là máy đo từ hoạt động dựa trên đo tần số tín hiệu tuế sai của proton (tức hạt nhân Hydro 1H¹) khi trục quay của proton định hướng lại theo từ trường. Máy đo trường toàn phần T.
Các kiểu máy cũ dùng từ hóa bằng dòng DC và có độ nhạy cỡ 1 nT, một kỳ đo dài cỡ 1 - 3 sec. Các kiểu máy mới thì dùng từ hóa bằng dòng tần cao theo hiệu ứng Overhauser (Nuclear Overhauser effect) đạt độ nhạy cỡ 0.01 nT, một kỳ đo có thể dài dưới 1 sec.

### Máy đo từ lượng tử
Máy đo từ lượng tử, văn liệu phương tây gọi là Máy đo từ kiểu bơm quang học (Optically Pumped Magnetometer), là máy đo từ hoạt động dựa trên quan sát hiện tượng phân tách mức năng lượng lượng tử của điện tử trong trường hạt nhân khi có trường từ ngoài T. Các nguyên tố nhạy thường dùng là Cesi, Rubidi hay Kali, nên thường gọi theo tên nguyên tố, ví dụ Máy đo từ Cesi. Máy đo trường toàn phần T, có độ nhạy dưới 0,001 nT, một kỳ đo dài cỡ 0,3 sec.

### Các biến thể máy
Theo đặc thù sử dụng mà các máy đo từ được chế tạo ra các biến thể khác nhau:
- Máy đo gradient trường có ngõ để lắp ≥2 đầu thu, khi đo sẽ thu được chênh lệch trường giữa hai điểm thu và tính ra gradient thật sự, không bị ảnh hưởng của nhiễu loạn.
- Máy đo đường bộ gọn nhẹ trang bị cho cá nhân, có bộ nhớ lưu trữ dữ liệu. Một số máy có cài sẵn định vị GPS để xác định tọa độ điểm đo.
- Máy đo lắp trên máy bay: Có đầu thu to hơn để thu được tín hiệu mạnh. Khối điều khiển đặt trong máy bay, có nhiều thao tác được tự động hóa, và chuyển số liệu trực tiếp sang máy tính trung tâm.
- Máy đo ở biển: Như loại đặt trên máy bay, với điểm khác là đầu đo được kéo sau tàu. Có 3 dạng là đầu đo gần mặt nước, đầu đo nước sâu (Deeptow) và đầu đo kéo sát đáy (Submersible).

## Bố trí quan sát
Các điểm đo (Station) bố trí thành tuyến thẳng hoặc hành trình gấp khúc, phủ kín diện khảo sát. Có thể có thêm các tuyến ngang, cắt qua các tuyến chính nhằm mục đích kiểm tra chéo tài liệu đo. Trong khảo sát tổng quan thì có thể có hành trình đo đơn độc. Giãn cách điểm đo được chọn theo "tỷ lệ khảo sát" (mức độ chi tiết cần có), ngày nay thường là 1, 2, 5, 10, 15 hay 20m. Khoảng cách giữa các tuyến vào cỡ 3 - 20 lần khoảng cách điểm.
Đo gradient trường được vận dụng để phát hiện các đối tượng gây dị thường yếu nhưng ở gần vị trí đo.
Chú ý là ngày nay đo đường bộ chỉ thực hiện trên diện hẹp. Các khảo sát diện rộng được thực hiện và được hiểu đương nhiên là đo bằng máy bay hay tàu biển.

### Đo đường bộ
Đo theo tuyến chuẩn bị sẵn thì có thể dùng máy đo từ đường bộ bất kỳ. Đo theo hành trình không chuẩn bị trước thì nên dùng máy đo gắn sẵn định vị GPS. Có thể thực hiện "đến điểm đo và bấm nút", nhưng cần để ý số liệu có bị nhiễu do các vật từ tính như mảnh sắt thép, cột, hàng rào,... ở gần điểm đo gây ra hay không.

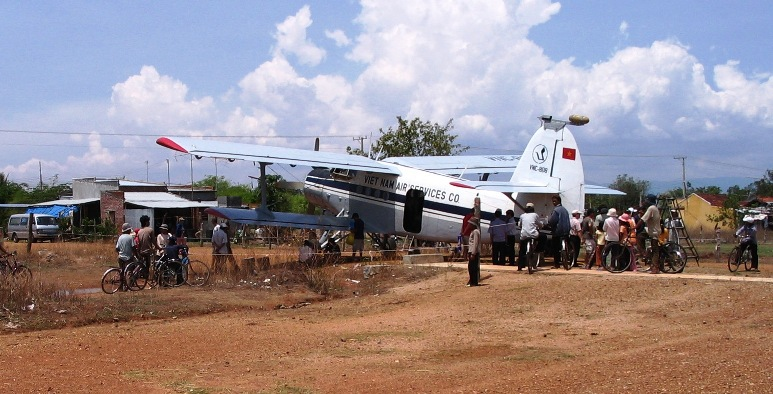
Máy bay AN-2 của VASCO phục vụ đo địa vật lý ở Việt Nam, năm 2005. Đầu thu lắp ở đầu cánh đứng ở đuôi máy bay

### Địa vật lý máy bay
Đo từ trường luôn là thành phần của Địa vật lý máy bay (Airborne Geophysics). Các đầu thu lắp ở đầu cánh hoặc đuôi máy bay. Việc xác định vị trí điểm đo thực hiện bằng Hệ thống Định vị Toàn cầu như GPS, và camera ghi hình đường bay.
Trong khảo sát địa chất tổng quát và trong hỗ trợ tìm dầu khí, thực hiện đo trưởng từ và đôi khi cùng đo trọng lực, dùng máy bay cánh cố định bay nhanh ở độ cao cỡ 100-500m, bay phủ vùng lãnh thổ lớn. Giải đoán tài liệu sẽ cho ra các địa khối, các đứt gãy lớn.
Tại miền bắc Việt Nam đo địa vật lý máy bay bắt đầu năm 1961, do các chuyên gia và phi công Liên Xô đóng vai trò chính trong hoạt động của Đoàn Địa chất 35 thuộc cục Địa chất và Khoáng sản. Đến năm 1964 đã hoàn thành bay khảo sát từ hàng không tỷ lệ 1/200.000 toàn miền Bắc Việt Nam. Một trong các kết quả quan trọng là đã phát hiện mỏ sắt lớn Thạch Khê (tỉnh Hà Tĩnh) ở dạng khối đá nhiễm từ bị phủ bởi đất cát ven biển. Tại miền nam Việt Nam, Hải quân Mỹ đã đảm nhận bay đo trên đất liền và thềm lục địa năm 1964-1966.
Trong vẽ bản đồ địa chất và tìm kiếm khoáng sản ở độ sâu nhỏ (50 m trở lại), thì thực hiện đo trường từ cùng với đo xạ phổ gamma tự nhiên, và đôi khi đo Cảm ứng sóng dài phát thanh VLF. Thường dùng máy bay cánh cố định hoặc trực thăng, bay đo chậm ở độ cao không quá 75m so với mặt đất.

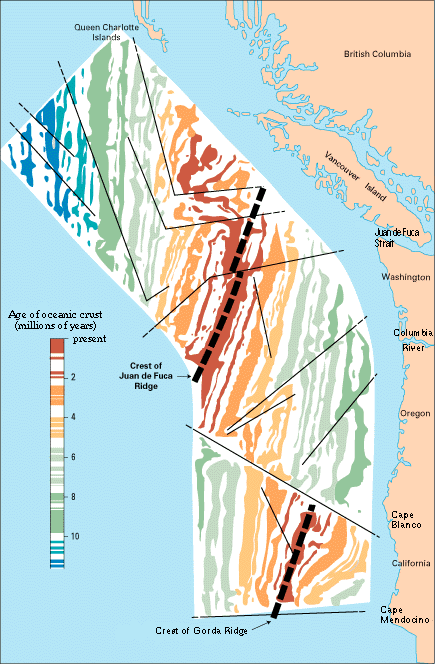
Dị thường từ ở vùng Juan de Fuca và Gorda Ridges, ngoài khơi Bắc Mỹ. Màu biểu thị tuổi (age).

### Địa vật lý biển
Đo từ trường luôn là thành phần của Địa vật lý biển (Marine Geophysics). Việc xác định vị trí điểm đo thực hiện bằng Hệ thống Định vị Toàn cầu như GPS, sau đó hiệu đính độ dịch giữa đầu thu định vị với đầu đo từ trường.
- Tại vùng nước nông dùng đầu thu dạng con cá và kéo theo sau tàu vài trăm mét, có kèm các phao nhựa được chỉnh chọn cẩn thận để khi tàu chạy với tốc độ ấn định thì đầu thu nằm ờ độ sâu xác định, cỡ 5–15 m.
- Tại vùng có độ sâu nước lớn như thềm lục địa ngoài và trên đại dương, thì dùng đầu thu nước sâu (Deeptow) hoặc đầu thu kéo sát đáy (Submersible), để đạt độ phân giải tốt hơn.[6] Đo gần đáy biển, đặc biệt là đáy đại dương, sẽ thu được kết quả chi tiết hơn, tránh được sự san bằng do khoảng cách trong lớp nước gây ra.
- Các khảo sát chi tiết/phân giải cao thì cần đến các giải pháp chuyên môn đặc biệt, ví dụ để dò tìm các cổ vật nằm ở đáy biển thì đo gradient đặt trên phao và dùng tàu có độ nhiễm từ thấp, hoặc đo với đầu đo kéo sát đáy.

### Quan sát biến thiên
Khi thăm dò từ phải lập trạm quan sát biến thiên (Base Station), bằng cách dùng máy đo đường bộ làm việc ở chế độ tự động đo cỡ 1 lần/phút.
Đo từ đường bộ và bằng máy bay phải lập điểm Kiểm tra (Check Point), để đo tại đó lúc bắt đầu và lúc kết thúc 1 chuyến đo đạc, thường gọi là khép chuyến đo. Đo đường bộ chính xác cao thì chuyến đo chỉ được kéo dài một vài giờ phải quay lại đo tại điểm kiểm tra.
Điểm quan sát biến thiên và điểm kiểm tra phải lập trên vùng có không có dị thường, hoặc trường từ ổn định trên diện đủ rộng.

## Xử lý phân tích

### Khử trường bình thường
Số liệu trường bình thường do cơ quan khoa học hữu trách quốc gia/quốc tế công bố cho từng vài năm, thường ở dạng bản đồ. Số liệu này được nội suy theo tọa độ điểm đo trên tuyến, và trừ khỏi số liệu quan sát.

### Khử biến thiên
Số liệu biến thiên được nội suy theo thời gian thực hiện đo tại điểm trên tuyến, và trừ khỏi số liệu quan sát.

### Khử sai số khớp tuyến
Vì rất nhiều lý do, mà các phép đo trường dạng thế (Potential) như trường từ, trường trọng lực,... sau khi đã hiệu chỉnh các sai lệch biết rõ nguyên nhân nói trên, vẫn để lại các giá trị khác nhau tại các điểm cắt của hành trình đo.
Để lập ra bản đồ trường dị thường thì phải khử sai số khớp tuyến, thực hiện bằng nhiều thuật giải khác nhau. Các điểm cắt và sai số khớp được tập hợp và phân bố cho các hướng tuyến, rồi tính ra lượng hiệu chỉnh cho từng điểm đo.

### Lập bản đồ trường dị thường
Số liệu được dùng cho vẽ bản đồ đẳng trị, thực hiện bằng các phần mềm, như Golden Software's Surfer.
Nhìn định tính, bản đồ thể hiện sự sắp đặt của các dải dị thường, cho thấy hình thái cấu trúc vật lý - địa chất của vùng, từ đó luận giải ra các yếu tố kiến tạo.
Trong trường hợp thuận lợi, có thể tính ra vị trí và kích cỡ khối vật chất gây dị thường, với độ từ hóa xác định.